# L'Aquila Rugby 2007-2008
Nella stagione 2007-2008 L'Aquila Rugby ha disputato il campionato di Serie A1, in virtù della retrocessione avvenuta l'anno prima, classificandosi al terzo posto ed ottenendo l'accesso ai play off. Dopo aver vinto le semifinali contro i Cavalieri Prato, è stata battuta nella finale dalla Rugby Roma mancando quindi la promozione in Super 10. Durante la stagione è stata sponsorizzata dalla Easy Leaving.

## Rosa
La rosa dell'Aquila Rugby 2007-2008 era così composta:

## Partite disputate

### Serie A1

#### Andata
- 7 ottobre 2007 - Badia - L'Aquila 16-33
- 14 ottobre 2007 - L'Aquila - Rugby Roma 15-13
- 21 ottobre 2007 - Alghero - L'Aquila 15-21
- 28 ottobre 2007 - L'Aquila - I Cavalieri 44-23
- 4 novembre 2007 - Benevento - L'Aquila 13-31
- 11 novembre 2007 - L'Aquila - Leonessa 57-10
- 18 novembre 2007 - Udine - L'Aquila 8-31
- 25 novembre 2007 - L'Aquila - San Donà 36-5
- 2 dicembre 2007 - L'Aquila - Piacenza 31-14
- 9 dicembre 2007 - Colorno - L'Aquila 17-16
- 16 dicembre 2007 - L'Aquila - Mogliano 23-6

#### Ritorno
- 23 dicembre 2007 - L'Aquila - Badia 29-3
- 13 gennaio 2008 - Rugby Roma - L'Aquila 21-3
- 20 gennaio 2008 - L'Aquila - Alghero 39-25
- 27 gennaio 2008 - I Cavalieri - L'Aquila 24-11
- 17 febbraio 2008 - L'Aquila - Benevento 28-0
- 2 marzo 2008 - Leonessa - L'Aquila 44-10
- 30 marzo 2008 - L'Aquila - Udine 48-15
- 6 aprile 2008 - San Donà - L'Aquila 11-10
- 13 aprile 2008 - Piacenza - L'Aquila 18-29
- 20 aprile 2008 - L'Aquila - Colorno 23-10
- 27 aprile 2008 - Mogliano - L'Aquila 32-24

#### Play off

##### Semifinali
- 11 maggio 2008 - L'Aquila - I Cavalieri 30-15 (4-0)
- 18 maggio 2008 - I Cavalieri - L'Aquila 21-19 (4-1)

##### Finale
- 25 maggio 2008 - Rugby Roma - L'Aquila 24-10 (in gara unica allo Stadio Flaminio di Roma[1])